# ATS-59

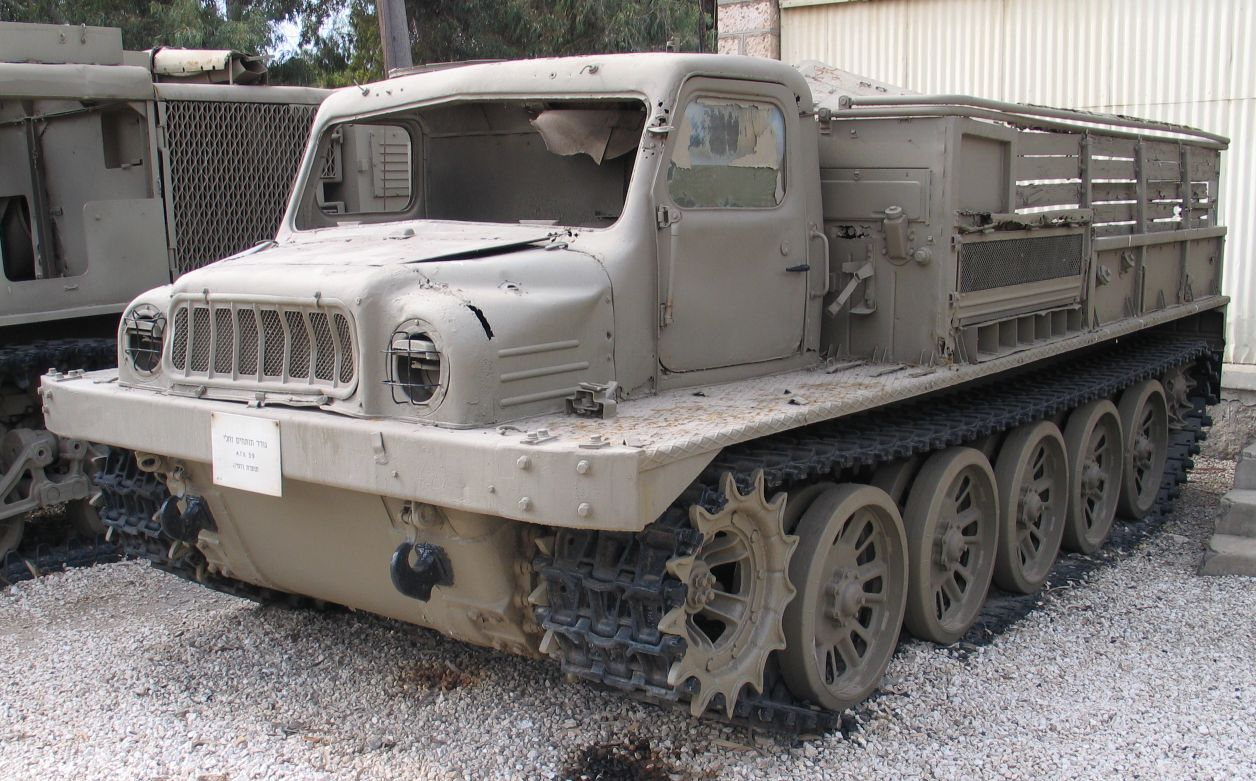
Pásový tahač děl ATS-59

ATS-59 byl sovětský tahač kanónů z 50. let 20. století. Byl užíván nejen v sovětské armádě a v armádách států Varšavské smlouvy, ale vyvážel se i do mnoha dalších států světa. Byl i ve výzbroji Československé lidové armády.

## Technické údaje
- Osádka: 2 osoby
- Délka: 6,3 m
- Výška: 2,8 m
- Šířka: 2,6 m
- Hmotnost: 13,5 tun
- Hmotnost nákladu: 3 tuny
- Hmotnost přívěsu: 14 tun
- Motor: A-650 diesel V 12
- Max. rychlost: 29 km/h
- Dojezd: 350 km